# Представительство в суде
Представительство в суде — процессуальная деятельность, которая осуществляется от имени и в интересах лиц, участвующих в деле: сторон, третьих лиц, заявителей и иных заинтересованных лиц, прокурора, государственных органов, органов местного самоуправления и иных органов. Полномочия представителя должны быть выражены в доверенности, выданной и оформленной в соответствии с законом.
Граждане вправе вести свои дела в суде лично или через представителей. Личное участие в деле гражданина не лишает его права иметь по этому делу представителя. Дела организаций ведут в суде их органы, действующие в пределах полномочий, предоставленных им федеральным законом, иными правовыми актами или учредительными документами, либо представители. Полномочия органов, ведущих дела организаций, подтверждаются документами, удостоверяющими служебное положение их представителей, а при необходимости учредительными документами. От имени ликвидируемой организации в суде выступает уполномоченный представитель ликвидационной комиссии.
Представителями в суде могут быть дееспособные лица, имеющие надлежащим образом оформленные полномочия на ведение дела, за исключением следующих лиц (за исключением случаев участия их в процессе в качестве представителей соответствующих органов или законных представителей):
- судья;
- следователь;
- прокурор.

Согласно российскому процессуальному законодательству суд назначает адвоката в качестве представителя в случае отсутствия представителя у ответчика, место жительства которого неизвестно, а также в других предусмотренных законом случаях.

## Законные представители в гражданском процессе
Права, свободы и законные интересы недееспособных или не обладающих полной дееспособностью граждан защищают в суде их родители, усыновители, опекуны, попечители или иные лица, которым это право предоставлено законом. По делу, в котором должен участвовать гражданин, признанный в установленном порядке безвестно отсутствующим, в качестве его представителя выступает лицо, которому передано в доверительное управление имущество безвестно отсутствующего. Законные представители совершают от имени представляемых ими лиц все процессуальные действия, право совершения которых принадлежит представляемым, с ограничениями, предусмотренными законом. Законные представители могут поручить ведение дела в суде другому лицу, избранному ими в качестве представителя.

### Доверенность на представительство в суде
Доверенности, выдаваемые гражданами, могут быть удостоверены в нотариальном порядке либо:
- организацией, в которой работает или учится доверитель,
- товариществом собственников жилья,
- жилищным, жилищно-строительным или иным специализированным потребительским кооперативом, осуществляющим управление многоквартирным домом,
- управляющей организацией по месту жительства доверителя,
- администрацией учреждения социальной защиты населения, в котором находится доверитель, а также стационарного лечебного учреждения, в котором доверитель находится на излечении,
- командиром (начальником) соответствующих воинских части, соединения, учреждения, военно-учебного заведения, если доверенности выдаются военнослужащими, работниками этих части, соединения, учреждения, военно-учебного заведения или членами их семей,
- начальником соответствующего места лишения свободы, если доверенности выдаются лицами, находящимися в местах лишения свободы.

Доверенность от имени организации выдается за подписью её руководителя или иного уполномоченного на это её учредительными документами лица, скрепленной печатью этой организации.
Законные представители предъявляют суду документы, удостоверяющие их статус и полномочия.
Право адвоката на выступление в суде в качестве представителя удостоверяется ордером, выданным соответствующим адвокатским образованием.
Полномочия представителя могут быть определены также в устном заявлении, занесенном в протокол судебного заседания, или письменном заявлении доверителя в суде.

### Полномочия представителя
Представитель вправе совершать от имени представляемого все процессуальные действия.
Процессуальные действия, права на которые должны быть специально оговорены в доверенности, выданной представляемым лицом:
- подписание искового заявления, предъявление его в суд,
- передача спора на рассмотрение третейского суда,
- предъявление встречного иска,
- полный или частичный отказ от исковых требований, уменьшение их размера,
- признание иска,
- изменение предмета или основания иска,
- заключение мирового соглашения,
- передача полномочий другому лицу (передоверие),
- обжалование судебного постановления,
- предъявление исполнительного документа к взысканию,
- получение присужденного имущества или денег.